# Walery Pisarek
Walery Leszek Pisarek (ur. 31 maja 1931 w Rabce, zm. 5 listopada 2017 w Katowicach) – polski językoznawca i prasoznawca, specjalista w dziedzinie komunikowania masowego i socjolingwistyki.

## Życiorys
Walery Pisarek urodził się 31 maja 1931 w Rabce. Do wybuchu wojny mieszkał w majątku rodzinnym w Jaszczowie koło Milejowa. W latach stalinowskich był represjonowany za rzekomą działalność antypaństwową. Po raz pierwszy, jesienią 1946, oskarżono go o nielegalne posiadanie broni i zorganizowanie grupy konspiracyjnej „Nauka-Ojczyzna-Wiara”, za co był więziony przez pół roku w baszcie zamku w Lublinie. Na studiach założył z grupą kolegów organizację „Helena” mającą na celu obalenie ustroju komunistycznego w Polsce. Zaaresztowano go 5 listopada 1951. W czasie śledztwa był brutalnie przesłuchiwany. 29 marca 1952 Wojewódzki Sąd Rejonowy w Krakowie skazał 21-letniego wtedy Pisarka na 6 lat więzienia. W drugiej instancji wyrok został zmieniony na 4 lata więzienia połączone z przepadkiem mienia. Był przetrzymywany razem ze zbrodniarzami hitlerowskimi w barakach  podbozu KL Auschwitz. Licząc na skrócenie odbywania kary, Pisarek zgłosił się do pracy w kopalni Jawiszowice-Brzeszcze. Pracował przez 7 dni tygodniowo. Narzeczona, żeby go odwiedzać, co było możliwe tylko raz w miesiącu, podawała się za siostrę albo kuzynkę. Na wolność wyszedł 28 stycznia 1955. Nie mógł jednak podjąć studiów, ponieważ UB zarekwirowało jego dokumenty łącznie ze świadectwem maturalnym. Pracował jako robotnik u ogrodnika i w magazynie opakowań szklanych Hurtowni Farmaceutycznych. W ramach nieodbytej wcześniej służby wojskowej ponownie poszedł pracować w górnictwie. Ciężkie warunki pracy odbiły się na jego zdrowiu. Stwierdzono u niego pylicę, chorobę zawodową górników. Wyrok z 1952 został unieważniony przez sąd na wniosek ministra sprawiedliwości dopiero w 2015.
W 1957 ukończył studia na kierunku filologia polska na Uniwersytecie Jagiellońskim. Po studiach pracował najpierw jako instruktor kulturalny w Domu Kultury w Nowej Hucie i nauczyciel w szkole podstawowej w Mogile. Od początku lat 60. pracownik Ośrodka Badań Prasoznawczych w Krakowie, w latach 1969–2000 jego dyrektor. Od 1982 profesor Uniwersytetu Jagiellońskiego, Profesor zwyczajny Instytutu Dziennikarstwa i Komunikacji Społecznej Uniwersytetu Papieskiego Jana Pawła II w Krakowie (od 2009). Redaktor naczelny „Zeszytów Prasoznawczych” (1990–2012). Przewodniczący Komitetu Narodowego przy Prezydium PAN ds. Europejskiej Federacji Narodowych Instytucji na rzecz Języka (2006–2014). Przewodniczący Towarzystwa Miłośników Języka Polskiego (2001–2004). Dyrektor Środkowoeuropejskiego Centrum Dokumentacji Badań Komunikowania (1974–1992). Wiceprzewodniczący Międzynarodowego Stowarzyszenia Badań Mediów i Komunikacji (IAMCR-AIERI) (1976–1988). Członek Rady Prasowej (1985–1987). Członek Narodowej Rady Kultury (1986–1988). Stypendysta DAAD: podróż studyjna po ośrodkach badań komunikowania masowego w RFN (1974); Friendship Ambassadors Foundation: podróż studyjna po medioznawczych i medialnych centrach USA (1978) oraz profesor gościnny we Francuskim Instytucie Prasy Uniwersytetu Paris II (1997). Projektodawca ustawy o języku polskim, honorowy prezes (pierwszy przewodniczący) Rady Języka Polskiego. Autor publikacji na temat języka polskiego, teorii informacji i komunikacji masowej. Wypromował co najmniej czworo doktorów, m.in. Jacka Kołodzieja i Magdalenę Hodalską.
W latach 70. wygłaszał pogadanki językowe w ramach telewizyjnego „Studio 2”. Przewodniczący jury i autor większości tekstów konkursu ortograficznego Ogólnopolskie Dyktando od początku jego istnienia. Uczestnik prac Centrum Obywatelskich Inicjatyw Ustawodawczych Solidarności.
Do końca był aktywny zawodowo. Zmarł w Katowicach w czasie gali Ambasador Polszczyzny, na której miał wygłosić laudację. Msza św. pogrzebowa za śp. Walerego Pisarka została odprawiona 16 listopada 2017 w kolegiacie św. Anny w Krakowie, pochowany został w alei zasłużonych na cmentarzu Rakowickim.
Był mężem prof. Krystyny Pisarkowej (1932–2010).

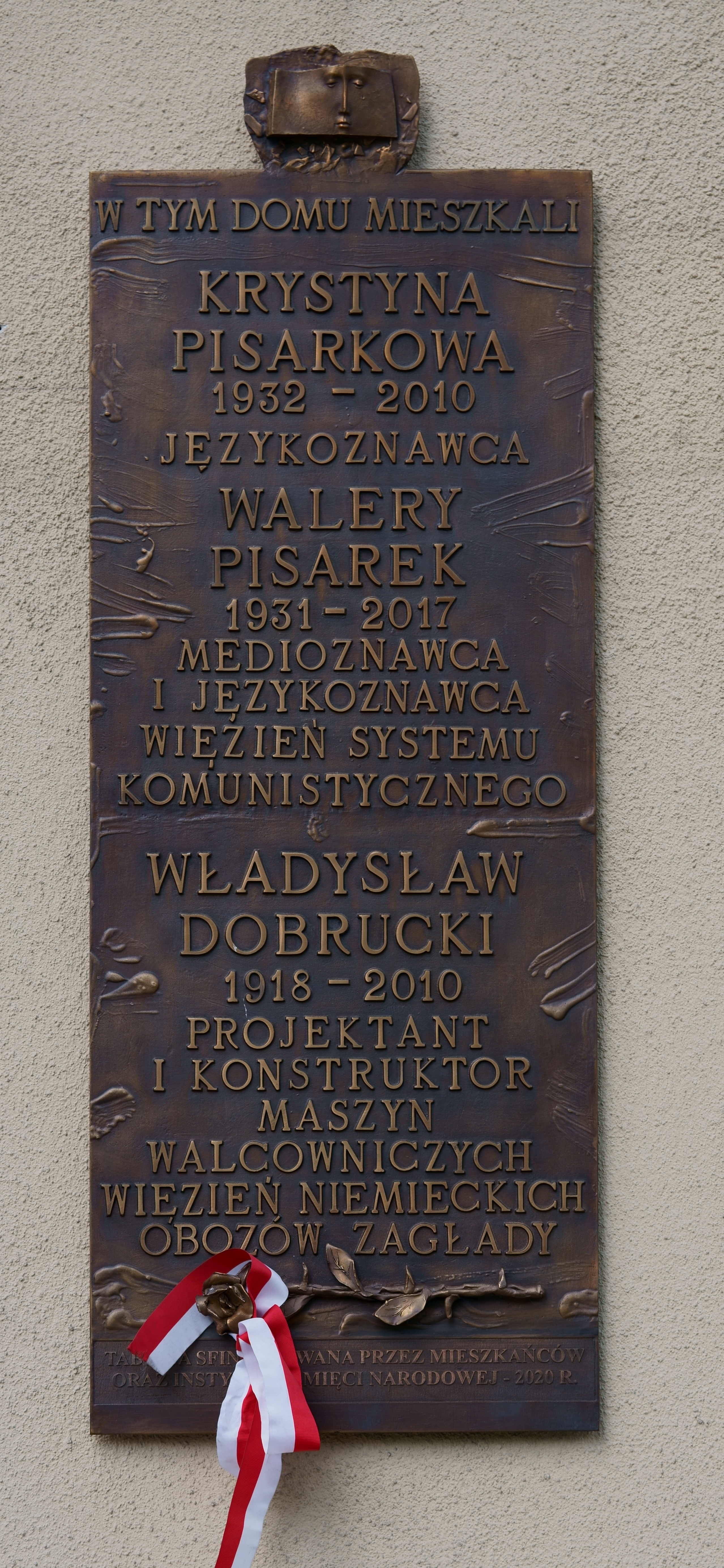
Tablica pamiątkowa poświęcona Waleremu Pisarkowi na kamienicy w którek mieszkał.
Kraków, Nowa Huta os. Słoneczne 2.

## Publikacje
Autor książek m.in.
- Poznać prasę po nagłówkach (1967)
- Frekwencja wyrazów w prasie. Wiadomości, komentarze i reportaże (1972)
- Retoryka dziennikarska (1970, 1975, 1978)
- Prasa nasz chleb powszedni (1978)
- Słownik języka niby-polskiego, czyli błędy językowe w prasie (Wrocław: Ossolineum, 1978)
- Słowa między ludźmi (1985, 2004); Polszczyzna 2000 (red.) (1999); Polskie słowa sztandarowe i ich publiczność (2002); Nowa retoryka dziennikarska (2002); Słownik terminologii medialnej (2006); Raport o stanie komunikacji społecznej w Polsce, sierpień 1980-13 grudnia 1981 (red.) (2007); O mediach i języku (2007); Wstęp do nauki o komunikowaniu (2008). Autor wydań słownika ortograficznego.

## Nagrody
Laureat licznych nagród, m.in.: Nagrody im W. Doroszewskiego za całokształt dorobku w dziedzinie upowszechniania języka polskiego (1987); Honorary Research Fellow Uniwersytetu Wolverhampton (1995); członek honorowy Międzynarodowego Stowarzyszenia Badań Mediów i Komunikacji (IAMCR-AIERI) (2000, 2007); członek honorowy Polskiego Towarzystwa Językoznawczego (2002); członek honorowy Towarzystwa Kultury Języka (2004); obywatel honorowy Gminy Milejów (2004); członek honorowy Towarzystwa Miłośników Języka Polskiego (2010); laureat Lauru SDP (2012); laureat Nagrody Prezydenta Rzeczypospolitej Polskiej „Zasłużony dla Polszczyzny” (2012); Człowiek Roku 2015 w plebiscycie „Gazety Krakowskiej” (2016); Śląski Wawrzyn Literacki 2002 za książkę Nowa Retoryka Dziennikarska. W lutym 2007 za Słownik terminologii medialnej uhonorowany został nagrodą Krakowska Książka Miesiąca. W 2011 nadano mu tytuł doctora honoris causa Uniwersytetu Śląskiego, a w 2014 – Uniwersytetu Jana Kochanowskiego w Kielcach.
Był członkiem Komisji Zarządzania Kulturą i Mediami Polskiej Akademii Umiejętności oraz Komitetu Językoznawstwa Polskiej Akademii Nauk.

## Odznaczenia
- Krzyż Komandorski Orderu Odrodzenia Polski (25 września 2000, za wybitne zasługi w pracy naukowej i dydaktycznej)[12]
- Krzyż Oficerski Orderu Odrodzenia Polski (1987)
- Krzyż Kawalerski Orderu Odrodzenia Polski (1976)
- Srebrny Krzyż Zasługi
- Medal Komisji Edukacji Narodowej (2001)
- Srebrny Medal „Za zasługi dla obronności kraju”
- Medal 30-lecia Polski Ludowej
- Odznaka "Za zasługi dla rozwoju prasy polskiej i Stowarzyszenia Dziennikarzy Polskich" (1974)[13]

## Upamiętnienie
- Tablica pamiątkowa poświęcona profesorom: Waleremu Pisarkowi, Krystynie Pisarkowej i Władysławowi Dobruckiemu umieszczona na elewacji bloku nr 2 na osiedlu Słonecznym w Krakowie, w dzielnicy Nowa Huta, w miejscu zamieszkania naukowców. Została ona ufundowana przez mieszkańców Wspólnoty Mieszkaniowej os. Słoneczne 2 i krakowski oddział IPN, odsłonięto ją 1 marca 2020 roku. Autorem tablicy wykonanej z brązu jest Stanisław Cukier[14] .
- Jest patronem ławeczki w Parku Ratuszowym w Krakowie w dzielnicy XVIII Nowa Huta, o czym informuje tabliczka. Patroni ławeczek w przestrzeni publicznej są wybierani w ramach projektu Kody Miasta realizowanego przez Krakowskie Biuro Festiwalowe, operatora tytułu Kraków Miasto Literatury UNESCO, którym Kraków został uhonorowany w 2013 roku[15][16].